# Beatriz Jerónima de Lorena
Beatriz Jerónima de Lorena (1 de julio de 1662 - 9 de febrero de 1738) fue un miembro de la Casa de Lorena y fue abadesa de Remiremont. Era miembro de la casa de El Gran Delfín y fue la supuesta esposa de su primo, el caballero de Lorena. Ella murió sin hijos.

## Biografía
Beatriz Jerónima era la hija mayor de Francisco María de Lorena, príncipe de Lillebonne y su segunda esposa Ana de Lorena. Ella nunca se casó. Conocida como la señorita de Lillebonne en su juventud, fue miembro de la casa de Luis, el Gran Delfín antes de tomar un camino en la vida religiosa. Ella era muy cercana de su hermana Isabel.
Mientras que en la casa del delfín, se convirtió en cercana de Luisa Francisca de Borbón conocida como Madame la Duquesa. Ella también era cercana de su tío Carlos Enrique de Lorena, príncipe de Vaudémont y el duque Luis José de Vendôme.
Era miembro de la Casa de Guisa fundada por el duque Claudio I de Guisa, que era un príncipe de Lorena como un descendiente varón de Renato II de Lorena. En la corte, ella, como su familia Lorena, tenía el rango de príncipe extranjero, un rango que estaba por debajo de la inmediata familia real y los príncipes de la sangre. 
En 1686, ella fue propuesta como novia de Francisco II de Este, duque de Módena. Luis XIV de Francia había apoyado el matrimonio, pero más tarde dijo que no se implicaría en la unión. En su lugar, se casó con Margarita María Farnesio y nunca tuvo hijos.
Sus primos paternos incluían a Felipe de Lorena (amante de Felipe I de Orleans) y a Luis, conde de Armagnac; sus primos maternos incluían a Luis XIV de Francia y el anteriormente mencionado duque de Orleans.
Ella fue nombrada la coadjutrice (religiosa adjunta a la superiora de un convento o abadía) de Remiremont en 1705 y en 1710, se convirtió en la abadesa de Remiremont, una prestigiosa abadía benedictina cerca de Remiremont, Vosgos, Francia. Tomando el relevo de Cristina de Salm, que seguiría siendo la princesa abadesa hasta su muerte en 1738.
Murió en París a los 75 años. Louis de Rouvroy, duque de Saint-Simon dijo que ella se casó con su primo Felipe de Lorena.